# Paus Bonifatius II
Bonifatius II (gestorven Rome, 17 oktober 532) was de 55e paus van de Rooms-Katholieke Kerk. Hij werd op voorspraak van zijn voorganger Felix III (IV) tot paus gemaakt. Deze gang van zaken werd daarna echter door de senaat verboden. Verder werd hij, Ostrogoot van geboorte, erg gesteund door de Gotische koning Athalarik, een vriend van Felix III (IV) en bovendien een ariaan.
Doordat de kerkgemeenschap een andere voorkeur had, was er korte tijd een tegenpaus, Dioscurus, maar deze stierf na een pontificaat van slechts 22 dagen. Sinds 2001 wordt Dioscurus ook wel erkend als echte paus, omdat er nog niet duidelijk sprake was van een definitief besluit.
Bonifatius II werd na zijn dood bijgezet in de oude basiliek van Sint-Pieter. Hij was de derde paus die niet werd heilig verklaard.
Cursief: tegenpaus